# Chiesa di San Rocco (Muggia)
La chiesa di san Rocco è un luogo di culto cattolico di San Rocco, frazione di Muggia, in provincia e diocesi di Trieste; fa parte del decanato di Muggia.
Venne edificata dopo la fine della pestilenza del 1631 dedicata al santo protettore degli appestati.

## Storia
La chiesa fu eretta nei pressi del luogo adibito a lazzaretto, ma nel 1864 fu demolita per essere ricostruita nei pressi dell'allora nascente porto san Rocco. L'edificio, di stile neogotico, sopra l'ingresso reca infissa una lastra che riassume la sua  storia. Il quotidiano "Diavoletto" del 7 aprile 1865 riporta che la pala dell'altare maggiore era dedicata a Maria assunta in cielo ritratta con ai piedi la nuova chiesa e il cantiere. Il professor Giuseppe Cuscito  però nel libro "Le chiese di Trieste" sottolinea che sia la pala, sia le opere di maggior pregio della chiesetta, sono andate perdute entro il 1960. Ospite frequente della chiesa l'Arciduca Ludovico Salvatore d'Asburgo Lorena, figlio dell'ultimo granduca Leopoldo II di Toscana e della granduchessa Maria Antonietta di Borbone, che amava recarsi in questo luogo per la preghiera anche oramai gravemente ammalato.

## Servizio di culto
La chiesa, annessa alla parrocchia di San Matteo Apostolo di Zindis, frazione del comune di Muggia, è tuttora aperta al culto, ma vi si celebra solo la Messa vigilare del sabato nel periodo estivo, dato che è priva dell'impianto di riscaldamento. Durante il resto della settimana è aperta per le sole visite.